# Peliostomum virgatum
Peliostomum virgatum är en flenörtsväxtart som beskrevs av Ernst Meyer och George Bentham. Peliostomum virgatum ingår i släktet Peliostomum och familjen flenörtsväxter. Inga underarter finns listade i Catalogue of Life.